# Joseph Franklin Biddle
Joseph Franklin Biddle (* 14. September 1871 bei Bedford, Bedford County, Pennsylvania; † 3. Dezember 1936 in Huntingdon, Pennsylvania) war ein US-amerikanischer Politiker. In den Jahren 1932 und 1933 vertrat er den Bundesstaat Pennsylvania im US-Repräsentantenhaus.

## Werdegang
Joseph Biddle besuchte die öffentlichen Schulen seiner Heimat und danach bis 1894 das Millersville State Teachers’ College. Nach einem anschließenden Jurastudium am Dickinson College in Carlisle und seiner 1897 erfolgten Zulassung als Rechtsanwalt begann er in Bedford in diesem Beruf zu arbeiten. Im Jahr 1903 verlegte er seinen Wohnsitz und seine Anwaltskanzlei nach Everett. Dort wurde er auch im Zeitungsgeschäft tätig. Seit 1918 lebte er in Huntingdon, wo er in der Zeitungsbranche und im Bankgewerbe arbeitete. Zwischen 1924 und 1936 war er Mitglied der Vereinigung der Zeitungsverleger in Pennsylvania. Von 1926 bis 1936 fungierte er als einer der Direktoren der National Editorial Association. Politisch schloss sich Biddle der Republikanischen Partei an. Zwischen 1932 und 1936 saß er im Staatsvorstand seiner Partei.
Nach dem Tod des Abgeordneten Edward M. Beers wurde Biddle bei der fälligen Nachwahl für den 18. Sitz von Pennsylvania als dessen Nachfolger in das US-Repräsentantenhaus in Washington, D.C. gewählt, wo er am 8. November 1932 sein neues Mandat antrat. Da er bei den regulären Kongresswahlen des Jahres 1932 nicht mehr kandidierte, konnte er bis zum 3. März 1933 nur die laufende Legislaturperiode im Kongress beenden. Nach dem Ende seiner Zeit im US-Repräsentantenhaus betätigte sich Biddle wieder in der Zeitungsbranche. Er starb am 3. Dezember 1936 in Huntingdon.